# Ca' Favretto
Ca' Favretto (o "Palazzo Bragadin Favretto") è un palazzo di Venezia, ubicato nel sestiere di Santa Croce, affacciato sul lato destro del Canal Grande subito dopo Ca' Corner della Regina.